# ترامار ساذرلاند
ترامار ساذرلاند (بالإنجليزية: Tramar Sutherland)‏ مواليد 23 مارس 1989 في تورونتو، هو لاعب كرة سلة كندي. بدأ مسيرته الاحترافية في سنة 2014. يحمل الرقم 9. لعب مع مونكتون ميراكلز ونياغرا ريفر ليونز في دوري كندا الوطني لكرة السلة.

## روابط خارجية
- ترامار ساذرلاند على موقع DraftExpress.com (الإنجليزية)
- ترامار ساذرلاند على موقع كلية كرة السلة في سبورتس رفرنس.كوم (الإنجليزية)
- ترامار ساذرلاند على موقع ريلجم (الإنجليزية)
- ترامار ساذرلاند على موقع بروبوليرز (الإنجليزية)